# Глоднево (Ярославская область)
Глоднево — деревня в Большесельском сельском поселении Большесельского района Ярославской области.

## Население
По данным статистического сборника «Сельские населенные пункты Ярославской области на 1 января 2007 года», в деревне Глоднево проживает 4 человека. По топокарте на 1981 год в деревне проживало 0,01 тыс. человек.

## География
Деревня расположена в центральной части района. Она стоит на правом северном берегу реки Юхоть, между Новым и Большим сёлами в 500 м к югу от дороги, соединяющей эти сёла. Деревня находится на возвышении на небольшом расстоянии от реки, отделённая от неё узкой полосой леса, растущего внизу, на речной террасе. На расстоянии около 1 км к западу от Глоднево стоит деревня Васенино. На расстоянии около 1,5 км к востоку стоит деревня Спирово.